# Schwebelbach
Der Schwebelbach ist ein etwa 8,5 km langer, rechter Zufluss der Amper in Oberbayern.

## Verlauf
Der Schwebelbach wird kurz vor Einmündung des Feldmochinger Mühlbachs aus dem Würmkanal ausgeleitet und fließt in Richtung Norden. Er verläuft unmittelbar östlich des Regattaparksees und überquert dort die Gemeindegrenze zwischen der Landeshauptstadt München und der Gemeinde Oberschleißheim. Nach ca. 2,5 km, nahe der Regattastrecke Schleißheim, kreuzt er den Dachau-Schleißheimer Kanal, wobei er aus diesem weiteres Wasser aufnimmt.
Etwa 1,6 km weiter nördlich mündet von Südosten der Gänsgraben ein, dessen Wasser am westlichen Ortsrand von Oberschleißheim aus dem Dachau-Schleißheimer-Kanal ausgeleitet wurde. Der Schwebelbach, der früher einmal eine natürliche Entwässerung des Dachauer Mooses war, ist heute weitgehend in das Nordmünchner Kanalsystem einbezogen. Er mündet nahe Ottershausen (Gemeinde Haimhausen) in die Amper.

Ausleitung des Schwebelbachs aus dem Würmkanal in München-Feldmoching
Kreuzung des Schwebelbachs mit dem Dachau-Schleißheimer-Kanal